# Črni apolon
Črni apolon (znanstveno ime Parnassius mnemosyne) je metulj iz družine lastovičarjev (Papilionidae), ki živi v večjem delu Evrope in Azije.

## Opis
Črni apolon je velik metulj, ki preko kril meri med 46 in 60 mm. Krila so bela in imajo značilen črn vzorec, ob zunanjem robu sprednjih kril pa se vleče prozoren pas, ki je pri samicah širši kot pri samcih. Na tem delu nima razvitih krilnih luskic, ki nosijo pigment. V Sloveniji je črni apolon precej redek in lokalno prisoten. Najdemo ga v glavnem v sredogorju, kjer ga med majem in avgustom lahko opazimo v svetlih gozdovih, jasah in ob gozdnih robovih, kjer uspevajo vrste iz rodu petelinčka (Corydalis), katerih listi so njihova edina hrana. V Sloveniji je vrsta zavarovana in kot ranljiva vrsta uvrščena v Rdeči seznam metuljev. Tudi v Evropski uniji so ga spoznali za vrsto potrebno strogega varstva.
To vrsto metuljev lahko nad 1500 metri nadmorske višine najdemo le v gorah Azije.
Samice odlagajo belkasta jajčeca na hranilne rastline gosenic, ki se hranijo le na sončne dni, drugače pa so skrite pod listi ali kamenjem. Bube so čokate in zavite v svetel zapredek pri tleh.
- Gosenica